# Cystidiodendron fimbriatum
Cystidiodendron fimbriatum é uma espécie de fungo pertencente à família Hydnaceae.